# آل جبير (لودر)

تعديل مصدري - تعديل

آل جبير هي إحدى قرى عزلة زارة بمديرية لودر التابعة لمحافظة أبين، بلغ تعداد سكانها 122 نسمة حسب تعداد اليمن لعام 2004.